# Centrale (Togo)
8°36′N 1°6′Ø / 8.600°N 1.100°Ø
Centrale er en af fem regioner i Togo, beliggende midt i landet; Hovedstad i regionen er byen Sokodé. Den er inddelt i præfekturene Blitta, Sotouboua, Tchamba og Tchaudjo. Centrale grænser mod nord til regionen Kara, mod syd til regionen Plateaux, mod vest til  Ghana og mod øst til Benin.